# Англо-иракские договоры
Англо-иракские договоры — договоры между правительством Соединённого королевства Великобритании и Ирландии и представителями мандатной территории Месопотамия, с 1921 года — Королевства Ирак. Носили неравноправный характер и были направлены на сохранение колониального господства Англии в Ираке.

## Договор 1922 года
25 апреля 1920 года конференция Антанты в Сан-Ремо передала Великобритании мандат на управление Ираком сроком на 4 года. 14 июня 1922 года министр по делам колоний Великобритании Уинстон Черчилль объявил, что английская администрация Ирака будет заменена на арабское правительство во главе с королём Фейсалом I.
Договор 1922 года был заключён 10 октября в Багдаде британским правительством с временным иракским правительством, созданным после подавления антибританского восстания 1920 года, сроком на 20 лет, при этом подразумевая возможность пересмотра. Подписан британским верховным комиссаром сэром Перси Коксом и премьер-министром Ирака Абдуррахманом Гайлани. Был ратифицирован иракским Учредительным собранием 11 июля 1924 года лишь в результате давления со стороны Англии. Утверждён Советом Лиги Наций в сентябре 1924 года.  
Документ оформлял мандатную зависимость Ирака от Великобритании. Согласно договору, Ирак лишался права самостоятельно вести внешнюю политику и обязывался руководствоваться британскими советами в вопросах, касавшихся финансов и международных отношений. Контроль над вооружёнными силами, финансами, всей политической и экономической жизнью страны передавался в руки английского верховного комиссара. Ирак брал на себя обязательства уважать свободу вероисповедания и права иностранцев, а также уважительно относиться к другим членам международного сообщества, сотрудничая с Лигой Наций. 
Договор 1922 года встретил значительное сопротивление в Ираке, и Англия была вынуждена по протоколу 30 апреля 1923 года сократить срок действия Англо-иракского договора 1922 года до 4 лет.

## Договор 1926 года
Договор 1926 года был подписан 13 января в Багдаде. С согласия Совета Лиги наций договор продлевал срок действия Англо-иракского договора 1922 года до 1950 года, если до этого времени Ирак не станет членом Лиги наций, что автоматически избавляло его от британского мандата.

## Договор 1927 года
Договор 1927 года был подписан 14 декабря в Лондоне, но не был ратифицирован в связи с мощным сопротивлением иракского народа. Формально признавал Ирак суверенным государством. Фактически английское правительство сохраняло за собой все права, предусмотренные договором 1922 года.

## Договор 1930 года
Договор 1930 года «О дружбе и союзе» был заключен 30 июня в Лондоне, сроком на 26 лет, заменял договоры 1922 и 1926 годов. Вступил в силу после принятия Ирака в Лигу Наций (в 1932 году). Предусматривал отмену мандата и официально признавал независимость Ирака. По существу же закреплял зависимое положение страны в области внешней политики и в военном отношении. Великобритании разрешалось иметь в Ираке две военные базы (в Эль-Хаббании и Шуайбе) и держать там свои войска. Иракская армия была поставлена под английский контроль.

## Договор 1948 года
Договор 1948 года был подписан в Портсмуте 15 января. Предусматривал создание «комиссии совместной обороны», в которой решающее слово принадлежало британским офицерам. Территория Ирака оставалась базой английских вооружённых сил, иракское правительство и впредь лишалось самостоятельности во внешней политике. Портсмутский договор был отвергнут новым иракским правительством 2 февраля в связи с народными волнениями 17 января — 2 февраля.

## Договор 1955 года
Договор 1955 года был подписан в Багдаде 4 апреля одновременно со вступлением Англии в Багдадский пакт. Являлся соглашением о «совместной обороне», заменял договор 1930 года, сохранял позиции Англии в Ираке. Англия, передавая Ираку свои военные базы, сохранила за собой право их использования в случае войны и даже в случае «угрозы войны». В Ираке были оставлены английские военно-воздушные силы, было обусловлено англо-иракское сотрудничество в деле обучения иракской армии, право свободных полетов английских военных самолётов над территорией Ирака, обслуживание иракских аэродромов английскими специалистами и т. п.
24 марта 1959 года правительство провозглашённой годом ранее Иракской республики официально заявило о выходе из Багдадского пакта и одновременно денонсировало Англо-иракский договор 1955 года.